# 열린 사슬 운동
열린 사슬 운동(Open kinetic chain exercises, Open chain exercise, OKC)은 손이나 발이 움직이면서 하는 운동을 말한다. 반대는 닫힌 사슬 운동(closed kinetic chain exercise, CKC)이다. 모두 근육강화와 재활에 효과가 있다. 닫힌 사슬 운동은 더욱 기능적인 운동 이점을 제공하는데, 운동시 더 많은 근육군을 사용하고 골격 안정화를 더 필요로 하기 때문이다.

## 특징
열린 사슬 운동의 단관절(single-joint) 버전은 팔꿈치나 무릎 관절과 같은 경첩관절(hinge joint)의 움직임이 동반하는 비중량부하(non-weight bearing)이다. 중량이 부과될 경우, 팔다리로부터 먼 부분에 중량이 가해진다. 열린 사슬 운동이 재활에 있어 도움이 된다고 하는 것은, 특정 목표 근육이나 특정 근육의 근두(head)에 선택적으로 쉽게 운동이 가해질 수 있으며, 닫힌 사슬 운동에 비하여 여러 수축 과정을 통하여 더 효과적으로 이들 근육이나 근두에 가해질 수 있기 때문이다.

## 열린 사슬 상체 운동
- 바이셉스 컬(Biceps curl)
- 라잉 트라이셉스 익스텐션(Lying triceps extensions)
- 벤치 프레스(Bench press)

## 열린 사슬 하체 운동
- 레그 익스텐션(Leg extension)[4]
- 레그 컬(Leg curl)
- 랫풀 다운은 하체 운동이 아닌 상체 운동입니다

## 같이 보기
- 닫힌 사슬 운동
- 푸쉬 업